# Ituglanis parahybae
Ituglanis parahybae är en fiskart som först beskrevs av Eigenmann, 1918.  Ituglanis parahybae ingår i släktet Ituglanis och familjen Trichomycteridae. Inga underarter finns listade i Catalogue of Life.